# Hugo Blanco en percusión
Hugo Blanco en Percusion es el tercer álbum del arpista Hugo Blanco, grabado en 1962 para el Palacio de la Música. En esta producción salen celebradas y exitosas creaciones como: El Cigarrón, Dulce de Leche, entre otras, y se relanzan temas como El Herrero, Botellero.
La particularidad de ésta grabación es que por vez primera, se ejecuta el arpa con un sistema electrónico al igual que las guitarras, por eso el músico la bautizó como Arpa Electrónica. 

## Pistas
| Nº  | Canción                        | Duración |
| --- | ------------------------------ | -------- |
| 1.  | "Pim Pum" Hugo Blanco          |          |
| 2.  | "Dulce de Leche" Hugo Blanco   |          |
| 3.  | "Teo" Hugo Blanco              |          |
| 4.  | "Botellero" (*) Hugo Blanco    |          |
| 5.  | "El Extraño" Hugo Blanco       |          |
| 6.  | "Orquídea Árabe" Hugo Blanco   |          |
| 7.  | "Abril" Hugo Blanco            |          |
| 8.  | "El Cigarrón" Hugo Blanco      |          |
| 9.  | "El Herrero" (**) Hugo Blanco  |          |
| 10. | "Ziruma" (*) Hugo Blanco       |          |
| 11. | "Cuerdas de Plata" Hugo Blanco |          |

(*)Segunda Versión, 
(**)Misma grabación de la producción anterior.